# بت بيبول
بت بيبول (بالإنجليزية: Pit People)‏، هي لعبة استراتيجية أمريكية، صدرت في السوق الإلكتروني يوم 2 مارس 2018، وتعمل على منصة مايكروسوفت ويندوز، وإكس بوكس ون، اللعبة تدور حول شخصيات خيالية لجنود من العصر الروماني، أرادت غزو بلاد الطيبون، فقرر الطيبون إعلان الحرب على الغزاة. 

## تطوير
تأسست شركة ذا بيهيموث في 2003 بسان دييغو، كاليفورنيا. عرفت كمطور ألعاب مستقلة مثل Alien hominid و Castle crashers.  قامت بيهيموث باختيار طاقم خاص لتطوير إستراتيجية اللعبة  تحت رمز "game4"  (كونها اللعبة الرابعة للشركة)، قبل أن تتم تسميتها بت بيوبول.

## الموقع الخارجي
- الموقع الرسمي (إنكليزية)
- صفحة اللعبة على موقع ستيم